# Justin McCarthy (ishockeyspelare)
Justin McCarthy, född 25 januari 1899 i Charlestown, död 8 april 1976 i Centerville,  var en amerikansk ishockeyspelare. Han blev olympisk silvermedaljör i Chamonix 1924.

## Meriter
- OS-silver 1924